# SV Horn
Sportverein Horn (normalt bare kendt som SV Horn) er en østrigsk fodboldklub fra byen Horn. Klubben spiller i 2. Liga, og har hjemmebane på Waldviertler Volksbank Arena. Klubben blev grundlagt i 1922.